# 마인드매니저
마인드매니저(MindManager)는 마인드젯(Mindjet)에서 개발한 상용 마인드 매핑 소프트웨어 응용 프로그램이다. 이 소프트웨어는 사용자가 마인드 맵과 흐름도에서 정보를 시각화할 수 있는 방법을 제공한다. 마인드매니저는 프로젝트 관리, 정보 구성 및 브레인스토밍에 사용할 수 있다.
2015년 12월 현재 마인드젯의 사용처는 코카콜라, 디즈니, IBM, 월마트 등 유명 고객을 포함해 약 200만에 달한다.

## 특징
마인드매니저는 사용자가 마인드 맵을 사용하여 정보를 시각화할 수 있는 방법을 제공하며, 윈도우용 마인드매니저 2016이 출시되면서 이제 순서도 및 개념 맵 생성 도구가 포함되었다. 디지털 마인드맵은 브레인스토밍, 프로젝트 관리 및 계획, 연구 수집, 대량 정보 구성 및 전략 계획을 위한 "가상 화이트보드"로 사용할 수 있다. 마인드매니저에는 예산 계산 및 공식, 프로젝트 타임라인의 간트 차트 보기, 안내 브레인스토밍을 허용하는 기능도 있다. 문서를 마인드맵 주제에 첨부하고 마인드매니저 응용 프로그램 내에서 볼 수 있다. 링크, 이미지, 메모를 마인드맵 주제에 추가하고 측면 패널에서 보고 검색할 수도 있다.

## 같이 보기
- 브레인스토밍